# Bardsragujn chumb 2015-2016
Il Bardsragujn chumb 2015-2016 è la 24ª edizione della massima serie del campionato di calcio armeno. L'Alaškert ha vinto il campionato per la prima volta nella sua storia.

## Stagione

### Novità
Poiché tutte le squadre partecipanti alla Seconda Divisione sono squadre riserve della massima serie, non ci sono state promozioni né retrocessioni, quindi l'Ararat, ultimo classificato nella stagione 2014-2015, non è stato retrocesso.

### Formula
Le otto squadre partecipanti disputano un doppio girone all'italiana con partite di andata e ritorno per un totale di 28 giornate. La squadra campione d'Armenia si qualifica alla UEFA Champions League 2016-2017 partendo dal primo turno preliminare. Le squadre classificate al secondo e terzo posto, così come la vincitore della Coppa Nazionale, sono ammesse alla UEFA Europa League 2016-2017 partendo dal primo turno preliminare. Se la vincitrice della Coppa Nazionale è già qualificata alle coppe europee tramite il campionato il suo posto verrà preso dalla squadra al quarto posto in classifica. L'ultima classificata retrocede in Aradżin Chumb.

### Avvenimenti
Nel febbraio 2016 l'Ulisses è stato escluso dal campionato e la sua licenza revocata a causa di insolvenza finanziaria. Poiché più della metà delle partite erano state già disputate, tutte le rimanenti partite sono state date perse all'Ulisses per 3-0 a tavolino.

## Squadre partecipanti
| Club        | Città  | Stadio                              | Stagione 2014-2015            |
| ----------- | ------ | ----------------------------------- | ----------------------------- |
| Alaškert    | Erevan | Nairi Stadium                       | 4º posto in Bardsragujn chumb |
| Ararat      | Erevan | Stadio Repubblicano Vazgen Sargsyan | 8º posto in Bardsragujn chumb |
| Banants     | Erevan | Stadio Banants                      | 6º posto in Bardsragujn chumb |
| Ganjasar    | Kapan  | Kapan Stadium                       | 7º posto in Bardsragujn chumb |
| Mika Erevan | Erevan | Mika Stadium                        | 5º posto in Bardsragujn chumb |
| P'yownik    | Erevan | FFA Academy Stadium                 | Campione d'Armenia            |
| Širak       | Gyumri | Stadio comunale di Gyumri           | 3º posto in Bardsragujn chumb |
| Ulisses     | Erevan | Stadio Repubblicano Vazgen Sargsyan | 2º posto in Bardsragujn chumb |

## Classifica finale
|                    | Pos. | Squadra     | Pt | G  | V  | N  | P  | GF | GS | DR  |
| ------------------ | ---- | ----------- | -- | -- | -- | -- | -- | -- | -- | --- |
| Armenia (bandiera) | 1.   | Alaškert    | 55 | 28 | 16 | 7  | 5  | 50 | 24 | +26 |
|                    | 2.   | Širak       | 52 | 28 | 15 | 7  | 6  | 41 | 27 | +14 |
|                    | 3.   | P'yownik    | 48 | 28 | 13 | 9  | 6  | 44 | 21 | +23 |
|                    | 4.   | Ganjasar    | 45 | 28 | 11 | 12 | 5  | 35 | 27 | +8  |
|                    | 5.   | Ararat      | 37 | 28 | 9  | 10 | 9  | 28 | 31 | -3  |
|                    | 6.   | Banants     | 33 | 28 | 7  | 12 | 9  | 36 | 34 | +2  |
|                    | 7.   | Mika Erevan | 32 | 28 | 9  | 5  | 14 | 30 | 32 | -2  |
|                    | 8.   | Ulisses     | 2  | 28 | 0  | 2  | 26 | 8  | 76 | -68 |

Legenda:
      Campione d'Armenia e ammessa alla UEFA Champions League 2016-2017
      Ammesse alla UEFA Europa League 2016-2017
      Esclusa dal campionato
Note:
Tre punti a vittoria, uno a pareggio, zero a sconfitta.

## Risultati

### Prima fase
|          | Ala  | Ara  | Ban  | Gan  | Mik  | Pyo  | Šir  | Uli  |
| -------- | ---- | ---- | ---- | ---- | ---- | ---- | ---- | ---- |
| Alaškert | –––– | 1-1  | 3-0  | 0-0  | 2-0  | 1-4  | 2-0  | 4-0  |
| Ararat   | 1-2  | –––– | 0-0  | 2-2  | 2-1  | 1-1  | 0-2  | 2-0  |
| Banants  | 2-2  | 3-0  | –––– | 1-1  | 1-1  | 0-1  | 1-1  | 5-1  |
| Ganjasar | 2-2  | 1-0  | 1-1  | –––– | 2-1  | 1-1  | 1-1  | 3-0  |
| Mika     | 0-1  | 0-1  | 1-0  | 2-3  | –––– | 1-0  | 0-1  | 1-0  |
| P'yownik | 1-2  | 0-1  | 5-1  | 4-0  | 2-1  | –––– | 3-0  | 2-0  |
| Širak    | 1-2  | 0-1  | 1-1  | 2-1  | 2-0  | 0-2  | –––– | 3-2  |
| Ulisses  | 0-3  | 1-2  | 2-2  | 0-0  | 0-2  | 1-4  | 0-1  | –––– |

### Seconda fase
|          | Ala  | Ara  | Ban  | Gan  | Mik  | Pyo  | Šir  | Uli  |
| -------- | ---- | ---- | ---- | ---- | ---- | ---- | ---- | ---- |
| Alaškert | –––– | 0-1  | 2-1  | 3-0  | 2-1  | 3-0  | 2-3  | 3-0  |
| Ararat   | 0-0  | –––– | 1-2  | 0-2  | 0-4  | 1-2  | 1-1  | 3-0  |
| Banants  | 2-0  | 2-2  | –––– | 0-0  | 1-1  | 1-1  | 0-1  | 3-0  |
| Ganjasar | 2-2  | 0-0  | 3-1  | –––– | 3-1  | 1-0  | 0-0  | 3-0  |
| Mika     | 0-2  | 1-1  | 0-0  | 2-0  | –––– | 0-0  | 1-4  | 3-0  |
| P'yownik | 0-0  | 0-0  | 1-2  | 0-0  | 2-1  | –––– | 1-1  | 3-0  |
| Širak    | 2-1  | 2-1  | 3-1  | 2-1  | 0-1  | 1-1  | –––– | 3-0  |
| Ulisses  | 0-3  | 0-3  | 0-3  | 0-3  | 0-3  | 0-3  | 0-3  | –––– |

## Statistiche

### Record
- Maggior numero di vittorie: Alaškert (16)
- Minor numero di vittorie: Ulisses (0)
- Maggior numero di pareggi: Banants e Ganjasar (12)
- Minor numero di pareggi: Ulisses (2)
- Maggior numero di sconfitte: Ulisses (26)
- Minor numero di sconfitte: Alaškert e Ganjasar (5)
- Miglior attacco: Alaškert (50 gol fatti)
- Peggior attacco: Ulisses (8 gol fatti)
- Miglior difesa: P'yownik (21 gol subiti)
- Peggior difesa: Ulisses (76 gol subiti)
- Miglior differenza reti: Alaškert (+26)
- Peggior differenza reti: Ulisses (-68)

### Classifica marcatori
| Gol |  |  | Giocatore          | Squadra  |
| --- |  |  | ------------------ | -------- |
| 16  |  |  | Héber              | Alaškert |
| 16  |  |  | Mihran Manasyan    | Alaškert |
| 10  |  |  | Laércio            | Banants  |
| 9   |  |  | Vardan Poghosyan   | P'yownik |
| 7   |  |  | Vardges Satumyan   | P'yownik |
| 6   |  |  | Atsamaz Buraev     | Banants  |
| 6   |  |  | Gevorg Nranyan     | Ararat   |
| 6   |  |  | Konan Odilon Kuaku | Širak    |

## Verdetti finali
- Alaškert (1º classificato) Campione d'Armenia e qualificato al primo turno preliminare della UEFA Champions League 2016-2017.
- Širak (2º classificato), P'yownik (3º classificato) e Banants (vincitore della coppa nazionale) qualificati al primo turno preliminare della UEFA Europa League 2016-2017.
- Ulisses escluso dal campionato.